# Gebäude des Verkehrsministeriums in Belgrad

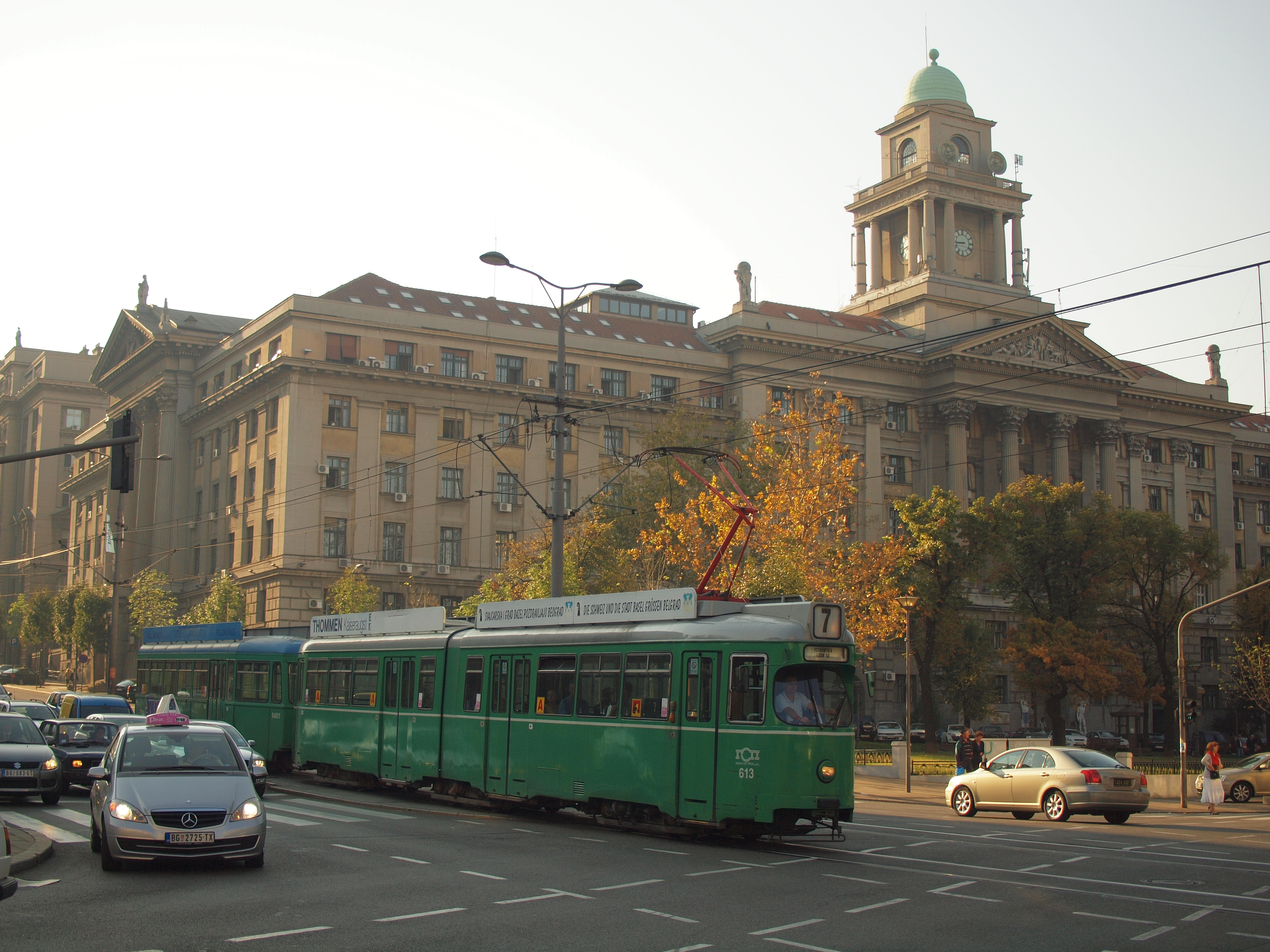
Das heutige Gebäude der Direktion der Železnice Srbije und ursprünglich Gebäude des Verkehrsministeriums in Belgrad

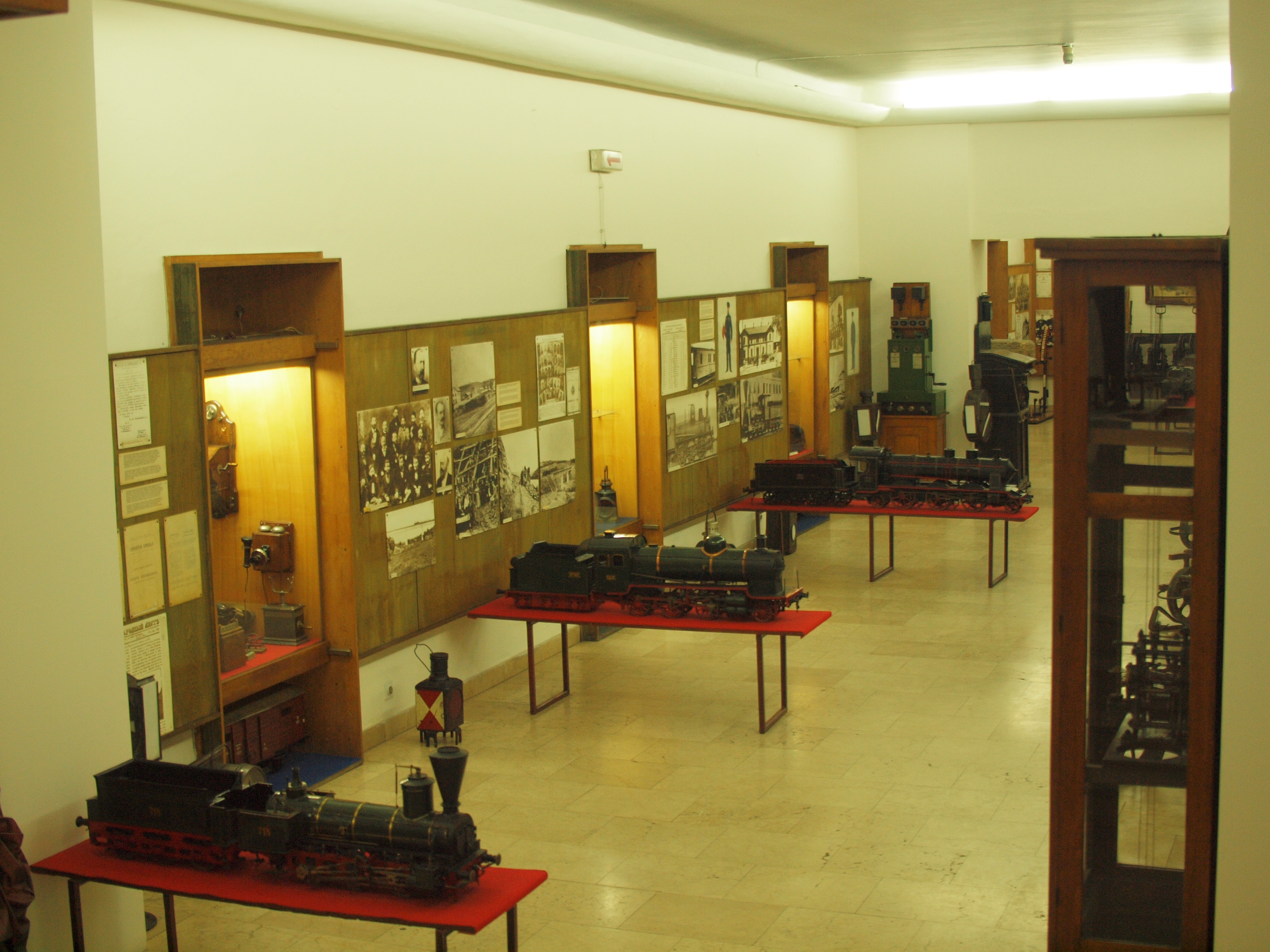
Seit 1950 befindet sich in einem Teil des Gebäudes das Eisenbahnmuseum

Das Gebäude des Verkehrsministeriums in Belgrad wurde von Svetozar Jovanović, einem Vertreter des Postakademismus mit Elementen des Neoklassizismus, 1927–31 errichtet. Nach seiner Erbauung war das 600 Räume umfassende Gebäude eine Zeitlang das größte öffentliche Gebäude der Balkanbanhalbinsel. Von 1931 bis zur Fertigstellung des Jugoslawischen Parlaments, der Skupština, diente ein Teil des Gebäudes bis 1936 als Tagungsstätte des Senats im Königreich Jugoslawien. Das Gebäude umfasst einen Häuserblock an der Birčaninova und Nemanjina ulica und ist in das Register der historisch bedeutenden Bauwerke Belgrads aufgenommen worden.
Heute dient es zur Gänze als Hauptquartier der Železnice Srbije. In einem Teil findet sich seit 1950 das Eisenbahnmuseum Serbiens.
Im Zweiten Weltkrieg war es als Stabshauptquartier des Oberbefehlshabers Südost ein Brennpunkt im Befreiungskampf von der nationalsozialistischen Okkupation während der Belgrader Operation.

## Architektur
Das Gebäude im Stil des akademischen Klassizismus zeigt als zentrales Motiv ein durch vier pseudo-korinthische Säulen gegliedertes Tympanon, über dem sich ein Uhrturm erhebt. Die vier Fassaden sind durch Kolonnaden und Säulen gegliedert. 6 schmucklose Innenhöfe und 600 Räume, unter denen ein großer Versammlungssaal heraussticht, sowie die skulpturale Verzierung an der unter anderen Toma Rosandić beteiligt gewesen war, sind weiterhin aufzuführen.

## Geschichte
Während der deutschen Okkupation 1941–1944 fand sich im Gebäude des Verkehrsministeriums der Stab des Militärbefehlshabers Südost. Zuerst wurde die deutsche Militärkommandantur von Alexander Löhr, nachfolgend von Feldmarschall Maximilian von Weichs ausgeführt. Als Stabsgebäude der seit 1943 aufgestellten Heeresgruppe E sowie der dieser übergeordneten Heeresgruppe F wurde es während der Offensive der anrückenden 3. Ukrainischen Front der Roten Armee zur Befreiung Serbiens in der Belgrader Operation massiv verteidigt und bildete im Häuserkampf nach dem Durchbruch der inneren Verteidigungslinien am 15. Oktober 1944 einen wesentlichen deutschen Stützpunkt die den Rückzug der Heeresgruppe E aus dem Balkanraum sichern sollte.
Um das Gebäude mit den angrenzenden Ministerien in der Nemanja ulica, sowie den Zugängen zum nahegelegenen Bahnhofsareal und Hauptbahnhof wurden insbesondere vom 16. bis 20. Oktober 1944 die schwersten Gefechte bei der Befreiung Belgrads ausgetragen. Die sowjetischen Truppen und jugoslawischen Partisanen konnten das Verkehrsministerium als Teil der letzten inneren Verteidigungslinie der Wehrmacht nach teilweise blutigen Häuserkämpfen erst am 19. Oktober einnehmen. Nach der Niederlage erfolgte seit dem 19. Oktober der deutsche Rückzug aus Belgrad über die von diesen gehaltenen Brückenköpfe an den Saveübergängen nach Syrmien.